# Centro Médico Rabin
El Centro Médico Rabin (en hebreo:מרכז רפואי רבין) es un importante hospital y centro médico situado en Petaj Tikva, Israel. Es propiedad y está gestionado por los Servicios de Salud Clalit, la mayor organización de mantenimiento de salud de Israel. En enero de 1996, el Hospital Beilinson y el Hospital Hasharon se fusionaron y se renombraron Centro Médico Rabin. Tiene una capacidad de 1.000 camas. 
El Hospital Beilinson fue fundado en 1936 para servir a los asentamientos agrícolas cercanas. Todos los trabajadores judíos en Palestina central acordaron donar el valor de dos días de salario para su construcción. El hospital abrió con 70 camas. Fue nombrado así por el Dr. Moshe Beilinson, uno de sus fundadores.
Hospital de HaSharon fue fundado en 1942 por un equipo de cirujanos del Hospital Beilinson como una unidad quirúrgica satélite. Originalmente se estableció en un edificio de una planta, y fue llamada Beilinson II. Al principio tenía 28 camas.